# Ендру Дивоф
Ендру Денијел Дивоф (енгл. Andrew Daniel Divoff; рођен 2. јула 1955. у Сан Томеу, Венецуела), амерички је позоришни, филмски и ТВ глумац, руског порекла.